# Campionati europei di ciclismo su strada 2021 - Gara in linea maschile Elite
La gara in linea maschile Elite dei Campionati europei di ciclismo su strada 2021 si è svolta il 12 settembre 2021 su un percorso di 179,2  km con partenza ed arrivo in piazza Duomo a Trento, in Italia. La vittoria è stata ottenuta dall'italiano Sonny Colbrelli, il quale ha completato il percorso in 4h19'45", alla media di 41,394 km/h, precedendo il belga Remco Evenepoel e il francese Benoît Cosnefroy.

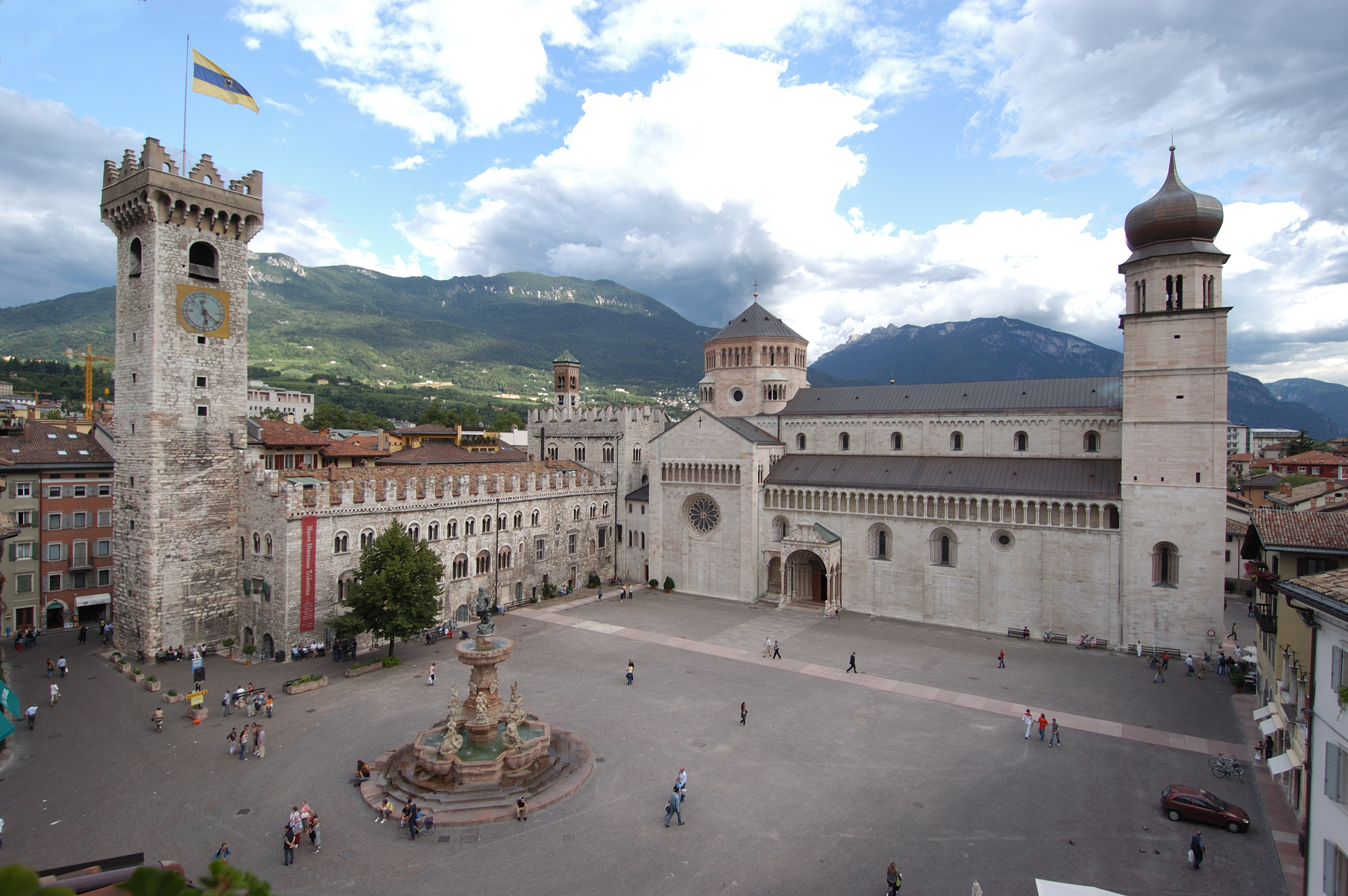
Piazza Duomo a Trento sede di partenza e di arrivo

## Squadre e corridori partecipanti
| N.      | Cod. | Squadra     |
| ------- | ---- | ----------- |
| 1-8     | BEL  | Belgio      |
| 9-16    | FRA  | Francia     |
| 17-21   | SVN  | Slovenia    |
| 22-29   | NLD  | Paesi Bassi |
| 30-37   | ITA  | Italia      |
| 38-45   | ESP  | Spagna      |
| 46-53   | DEU  | Germania    |
| 54-61   | CHE  | Svizzera    |
| 62-67   | PRT  | Portogallo  |
| 68-74   | RUS  | Russia      |
| 75-80   | NOR  | Norvegia    |
| 81-84   | IRL  | Irlanda     |
| 85-90   | POL  | Polonia     |
| 91-95   | AUT  | Austria     |
| 96-100  | CZE  | Rep. Ceca   |
| 101-106 | SVK  | Slovacchia  |
| 107-111 | EST  | Estonia     |
| 112-117 | UKR  | Ucraina     |

| N.      | Cod. | Squadra              |
| ------- | ---- | -------------------- |
| 118-121 | LUX  | Lussemburgo          |
| 122     | BLR  | Bielorussia          |
| 123     | ROU  | Romania              |
| 124-126 | LTU  | Lituania             |
| 127-130 | HUN  | Ungheria             |
| 131-132 | SWE  | Svezia               |
| 133     | GRC  | Grecia               |
| 134-137 | ALB  | Albania              |
| 138     | FIN  | Finlandia            |
| 139-140 | ISR  | Israele              |
| 141     | CRO  | Croazia              |
| 142     | BGR  | Bulgaria             |
| 143-144 | ISL  | Islanda              |
| 145     | MDA  | Moldavia             |
| 146     | MKD  | Macedonia Del Nord   |
| 147     | CYP  | Cipro                |
| 148-149 | MCO  | Principato di Monaco |
| 150     | AZE  | Azerbaigian          |

## Ordine d'arrivo (Top 10)
| Pos. | Corridore          | Squadra  | Tempo    |
| ---- | ------------------ | -------- | -------- |
| 1    | Sonny Colbrelli    | Italia   | 4h19'45" |
| 2    | Remco Evenepoel    | Belgio   | s.t.     |
| 3    | Benoît Cosnefroy   | Francia  | a 1'30"  |
| 4    | Matteo Trentin     | Italia   | a 1'44"  |
| 5    | Tadej Pogačar      | Slovenia | s.t.     |
| 6    | Marc Hirschi       | Svizzera | s.t.     |
| 7    | Markus Hoelgaard   | Norvegia | s.t.     |
| 8    | Ben Hermans        | Belgio   | a 1'46"  |
| 9    | Pavel Sivakov      | Russia   | a 1'49"  |
| 10   | Victor Campenaerts | Belgio   | a 5'41"  |